# 헤르메스 (기업)

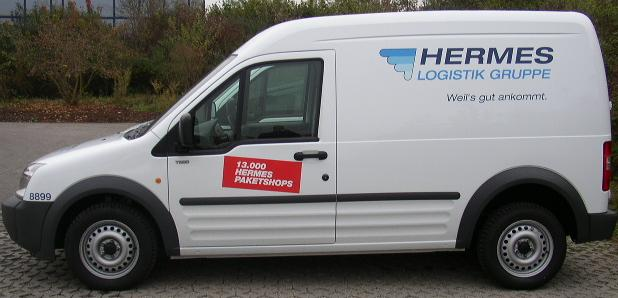
헤르메스의 택배 차량

헤르메스(Hermes)는 독일의 물류 기업이다. 독일에서 헤르메스 택배 그룹(HLG)는 B2C와 C2C 분야에서 가장 큰 배달 서비스가 되었다.